# جی بالوین
خوزه آلوارو اوسوریو بالوین (به اسپانیایی: José Álvaro Osorio Balvín؛ زادهٔ ۷ مه ۱۹۸۵) که بیشتر با نام جی بالوین شناخته می‌شود، خواننده کلمبیایی است. او لقب «شاهزاده رگاتون» (به اسپانیایی: "Príncipe del Reggaetón") را دارد، و یکی از پرفروش‌ترین هنرمندان موسیقی لاتین با فروش بیش از ۳۵ میلیون از آثارش (آلبوم‌ها و تک‌آهنگ‌ها) در جهان است. بالوین در مدئین، کلمبیا زاده شد. در ۱۷ سالگی، او برای یادگیری زبان انگلیسی به ایالات متحده مهاجرت کرد، و در اکلاهما و نیویورک زندگی کرد. او سپس به مدئین بازگشت و با اجرا در کلاب‌های شهر به محبوبیت دست یافت.
بالوین در طول فعالیتش، برندهٔ پنج جایزه موسیقی لاتین بیلبورد، چهار جایزه گرمی لاتین، دو جایزه ویدئو موسیقی ام‌تی‌وی و چهار جایزه موسیقی آمریکای لاتین شده و دو بار نامزد جایزه گرمی شده‌است. در سال ۲۰۱۷، جوایز بی‌ام‌آی لاتین به خاطر همکاری‌های او در صنعت موسیقی لاتین، وی را ترانه‌سرای سال لاتین امروزی نامید، و اولین جایزه نماد جهانی از جوایز لو نوئسترو را دریافت کرد، که به پاس قدردانی از او جهت همکاری در گسترش موسیقی لاتین در جهان بود. او به اولین لاتینویی تبدیل شد که سرتیتر رویدادهای موسیقی جهان نظیر کواچلا، تومارولند و لولاپلوزا می‌شود. رکوردهای جهانی گینس وی را «رهبر رگاتون نسل دوم» اعلام کرد.
موفقیت او در سال ۲۰۱۴ با «گینزا» و تک‌آهنگ «۶ صبح» با حضور فاروکو خواننده پورتوریکویی بود که در رتبه دوم چارت آهنگ‌های داغ لاتین بیلبورد قرار گرفت و پس از آن تک‌آهنگ‌های «اینجا ما می‌رویم» و «گینزا» هم موفق بودند. در سال ۲۰۱۶، او آلبوم انرژی را منتشر کرد، که شامل تک‌آهنگ‌های «گینزا»، «بوبو»، «سفاری» و «دلم برایت تنگ می‌شود» بود. در ژوئن ۲۰۱۷، جی بالوین تک‌آهنگ «آدمای من» را با ویلی ویلیام منتشر کرد. در ۱ اوت ۲۰۱۷، «آدمای من» در صدر تاپ ۵۰ جهانی اسپاتیفای قرار گرفت و بعداً در یوتیوب به یک میلیارد بازدید رسید. در ژانویه ۲۰۱۸، او تک‌آهنگ موفق «ماچیکا» را به همراه جئون و آنیتا منتشر کرد. او با کاردی بی و بد بانی در تک‌آهنگ «خوشم میاد» همکاری کرد، که تک‌آهنگ شماره یک بیلبورد هات ۱۰۰ ایالات متحده بود. و همچنین نامزد دریافت جایزه گرمی ضبط سال شد. جی بالوین جدیدترین آلبوم خود را به نام رنگ‌ها در مارس ۲۰۲۰ منتشر کرد.
با اینکه آهنگ‌های او عمدتاً رگاتون است، جی بالوین انواع سبک‌های مختلف موسیقی را در کارهای خود امتحان کرده‌است، از جمله الکترونیکا، هاوس، ترپ و آراندبی. الهام‌بخش‌های اصلی او در موسیقی شامل گروه‌های موسیقی راک نظیر متالیکا و نیروانا و خواننده رگاتون ددی یانکی است. وی با خوانندگان اهل آمریکای لاتین نظیر اوسونا، نیکی جم، آلخاندرو سانز، بد بانی و پیت‌بول همکاری داشته‌است. با وجود همکاری با بیشتر خوانندگان انگلیسی زبان مانند بیانسه، فارل ویلیامز، بلک آید پیز، کاردی بی، دوآ لیپا و میجر لیزر، جی بالوین خوانندگی را تقریباً به زبان اسپانیایی ادامه می‌دهد، و امیدوار است موسیقی اسپانیایی زبان را به شنوندگان جهان بشناساند. او همچنین به مد متنوع و رنگارنگش معروف است.
در سال ۲۰۲۰، جی بالوین در فهرست سالانه مجله تایم در میان ۱۰۰ فرد تأثیرگذار جهان قرار گرفت، و بیلبورد از او به عنوان یکی از بهترین هنرمندان لاتین در تمامی زمان‌ها نام برد.

## زندگی و حرفه

### ۲۰۱۳–۱۹۸۵: اوایل زندگی و شروع حرفه
جی بالوین در یک خانواده طبقه متوسط در مدئین، کلمبیا در ۷ مه ۱۹۸۵ متولد شد. پدرش اقتصاددان و مالک کسب‌وکار بود، و او در یک خانهٔ بزرگ در تپه‌های خارج از شهر بزرگ شد. وی با گوش دادن به گروه‌های راک مانند متالیکا و نیروانا بزرگ شد، و اظهار داشت که زیبایی گرانج را وارد سبک منحصربه‌فرد خودش می‌کند، او یک تتوی نیروانا بر روی زانوی خود دارد. وی پس از گوش دادن به ددی یانکی به رگاتون علاقه‌مند شد. او اظهار می‌کند که «من به قدری طرفدارش بودم که از سبکش، نحوه حرکاتش بر روی صحنه، فلوهایش، رپ کردنش، کپی می‌کردم.» و او را معادل رگاتون جی-زی می‌دانست. کسب‌وکار پدرش ورشکسته شد، و خانواده خانه و ماشین خود را از دست دادند و خانواده مجبور شدند به یک محله فقیرنشین مهاجرت کنند. در این دوره از زندگی اش، جی بالوین اظهار می‌کند، «وقتی که به باریو می‌رفتم، مردم من را به عنوان یک فرد ثروتمند می‌دیدند، اما وقتی در میان ثروتمند بودم آنها مرا به عنوان شخصی از گتو می‌دیدند. همهٔ این‌ها تصور است. من دوست دارم مابین جهان‌ها حرکت کنم. من در هر دو به یک اندازه احساس راحتی می‌کردم.»
وقتی که جی بالوین ۱۶ ساله بود، در یک برنامه تبادل انگلیسی در اکلاهما شرکت کرد، اما از این تجربه پشیمان شد و گفت: «من انتظاری از آمریکا داشتم که همه از هالیوود می‌دانند.» کمی پس از برنامه، وی برای ادامه تحصیل در رشته‌های زبان انگلیسی و موسیقی به نیویورک مهاجرت کرد، و در کنار عمه‌اش در استتن آیلند زندگی می‌کرد و به عنوان سگ گردان کار می‌کرد. در طی مدت زمان حضورش در نیویورک، مجذوب جربزه کسب و کار رپرهای اهل نیویورک فیفتی سنت و دیدی شد. جی بالوین در نیویورک، میامی و مدئین شغل‌های مختلفی را انجام می‌داد، از جمله کارهای طاق زنی و نقاشی خانه که در ایالات متحده غیرقانونی بود. وی سرانجام تصمیم گرفت که به کلمبیا برگردد و شروع به اجرا در کلاب‌های مختلف اربن در مدئین کرد و دنبال‌کنندگانش در شبکه‌های اجتماعی افزایش یافتند. وی برای هفت ترم در دانشگاه معتبر EAFIT در مدئین ثبت نام کرد، و در رشته کسب‌وکار بین‌المللی تحصیل کرد. در ۱۹ سالگی، وی به‌طور جدی حرفه موسیقی را پیگیری کرد و جی بالوین نام هنری «ال نگوسیو»، در انگلیسی به معنای «کسب‌وکار» را برای خود انتخاب کرد.
وی با دی‌جی و شریک کسب‌وکار خود دیوید ریورا مازو در یک بتل فری‌استایل در خیابان در مدئین آشنا شد. این دو سریع دوست شدند و شروع به تهیه و ترویج آهنگ‌های خود بدون ناشر ضبط موسیقی کردند. آهنگ‌های اولیه جی بالوین به عنوان «تقلیدهای ضعیف از رگاتون موفق پورتوریکو» توصیف می‌شد، اما او خیلی زود سبک آرام‌تر و مینیمالیست را در آهنگ‌های خود پذیرفت. در سال ۲۰۰۶، او اولین آهنگ خود را به نام «پاناس» منتشر کرد. او در سال ۲۰۰۹ با ای‌ام‌آی کلمبیا قرارداد بست و کمی پس از آن تک‌آهنگ «او مرا اسیر کرد» را منتشر کرد، که در رتبه ۳۵ چارت آهنگ‌های تروپیکال بیلبورد قرار گرفت. او در سال ۲۰۰۹ مجدداً میکس‌تیپ خود به نام واقعی را منتشر کرد. در سال ۲۰۱۲، جی بالوین یک میکس‌تیپ منتشر کرد که شامل بیشتر آهنگ‌های موفق اولیه خود در کلمبیا، از جمله «در تاریکی» و «مثل حیوان» بودند. اولین آهنگ موفق بین‌المللی او با مضمون ایستادن یک شب «من به تو گفتم» بود، و یک سال بعد با شرکت تابعه یونیورسال کپیتال لاتین قرارداد بست.

### ۱۶–۲۰۱۴: موفقیت «۶ صبح» و خانواده

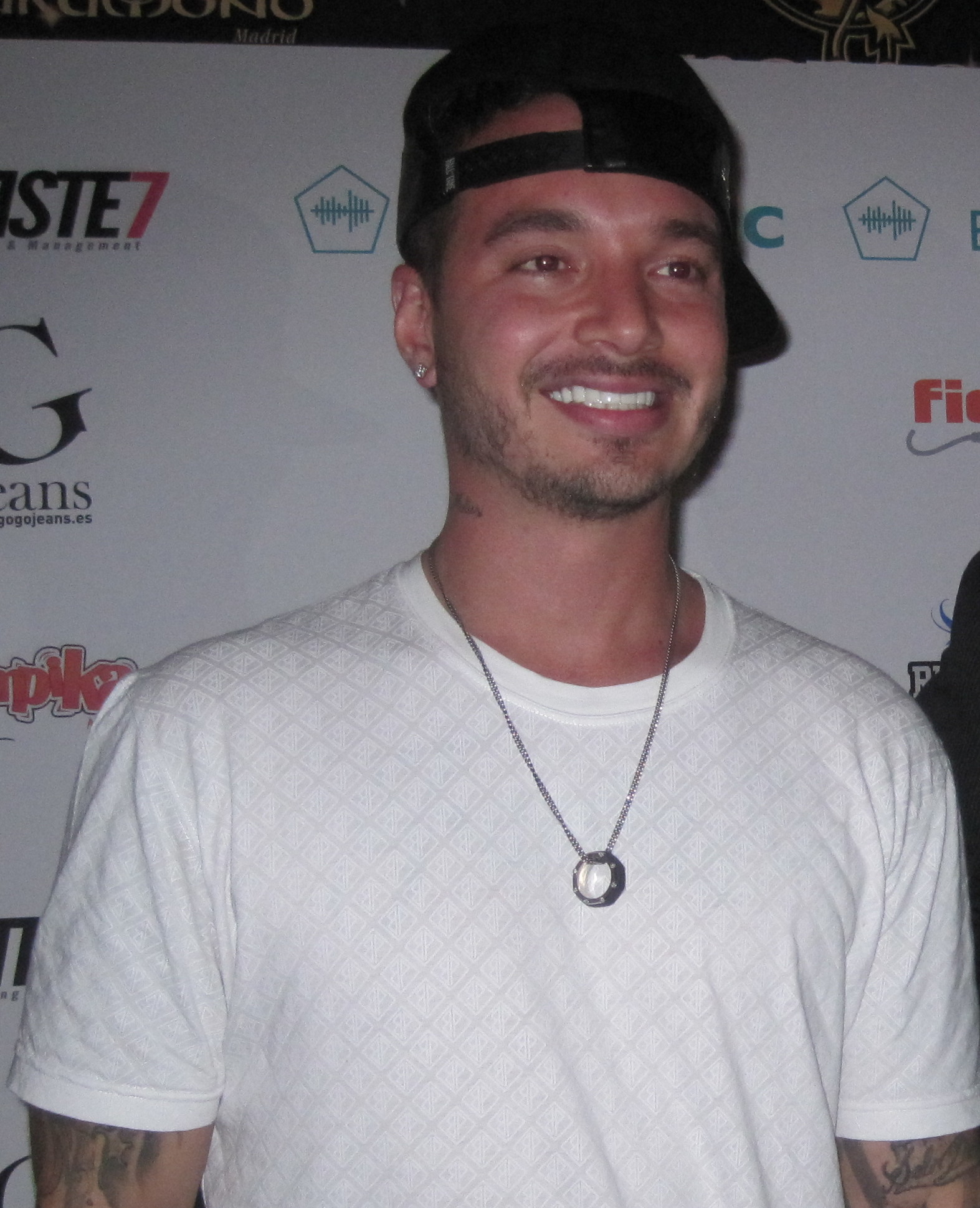
جی بالوین در ژوئن ۲۰۱۴

در فوریه ۲۰۱۴، جی بالوین آهنگ جدیدش را به همراه خواننده پورتوریکویی فاروکو به نام «۶ صبح» منتشر کرد. جی بالوین محتوای ترانهٔ آن را «نسخه لاتین خماری» خواند، جایی که این دو خواننده سعی می‌کنند آنچه که در یک مهمانی شبانه گذشت را به یاد بیاورند. این آهنگ در فوریه رتبه شماره ۴۳ را در چارت بیلبورد لاتین ایرپلی به دست آورد و در ماه مه به رتبه شماره یک دست یافت. آلبوم او با نام خانواده به رتبه دهم در چارت برترین آلبوم‌های لاتین بیلبورد رسید، و مجموعاً ۱۲۲ هفته در این چارت بود.
کمی پس از آن، جی بالوین دومین آهنگ خود را در ایالات متحده به نام «اینجا ما می‌رویم» منتشر کرد، که باعث شد او جایگاهش را در بازار لاتین اربن تثبیت کند. این آهنگ برنده جایزه گرمی لاتین برای بهترین آهنگ اربن شد. این یک آهنگ جایزه در نسخه لوکس آلبوم جی بالوین به نام خانواده ساید بی بود. موزیک ویدئوی آن با بیش از یک میلیارد بازدید، یکی از پربیننده‌ترین موزیک ویدئوهای لاتین در تمام دوران‌ها است. این آهنگ رتبه اول چارت آهنگ‌های داغ لاتین بیلبورد را در سال ۲۰۱۵ به دست آورد. ریمیکس آن، به همراه نیکی جم و فرنچ مونتانا به عنوان موسیقی متن فیلم خشمگین ۷ انتخاب شد. جی بالوین این آهنگ را در جوایز لو نوئسترو ۲۰۱۵ و جوایز موسیقی لاتین بیلبورد اجرا کرد. جی بالوین در ریمیکس‌های «متأسف» از جاستین بیبر، «راه» و «مشکل» از آریانا گرانده، «خطوط ناواضح» از رابین تیک، «نقشه‌ها» از مارون ۵ و «درگیر احساس» از پرینس رویس به عنوان خوانندهٔ مهمان حضور داشته‌است. جی بالوین اولین خواننده کلمبیایی بود که با «پرینس آف باچاتا» همکاری کرد و او خود را یک خوانندهٔ بین‌المللی معرفی کرد.
جی بالوین در جوایز لو نوئسترو ۲۰۱۵ موفق به دریافت تمامی جوایز رده‌بندی اربن، از جمله «هنرمند اربن سال»، «آلبوم اربن سال»، «آهنگ اربن سال» و «همکاری اربن سال» شد. در ۱۲ فوریه، نامزدهای جوایز موسیقی لاتین بیلبورد اعلام شد و جی بالوین ۱۳ نامزدی داشت، که در میان آنها، هشت تای آنان برای «اینجا ما می‌رویم» و «۶ صبح» بودند، این بیشترین نامزدی از سوی یک کلمبیایی بود و او اولین هنرمند اربن از کلمبیا بود. جی بالوین برنده جایزه هنرمند جدید، آهنگ ریتم لاتین سال و خوانندهٔ ریتم لاتین سال شد، و در آنجا جایزه را به کشور خود کلمبیا برد.
در ژوئن ۲۰۱۵، اعلام شد که جی بالوین در اعتراض به اظهارات تنش‌زای دونالد ترامپ و توهین به مهاجرین غیرقانونی، اجرای خود را در ملکه زیبایی ایالات متحده آمریکا ۲۰۱۵ لغو کرد و گفت: «در سخنرانی آغازین انتخابات ریاست جمهوری [ترامپ] در هفتهٔ گذشته [ژوئن ۲۰۱۵]، ترامپ مهاجرین غیرقانونی را به آوردن مواد مخدر، جنایت و تجاوز به ایالات متحده متهم کرد.» اجرای زنده او در ۱۲ ژوئیه ۲۰۱۵ در لوئیزیانا برنامه‌ریزی شده بود که اولین اجرای جی بالوین در تلویزیون جریان اصلی ملی بود.

### ۱۷–۲۰۱۶: انرژی

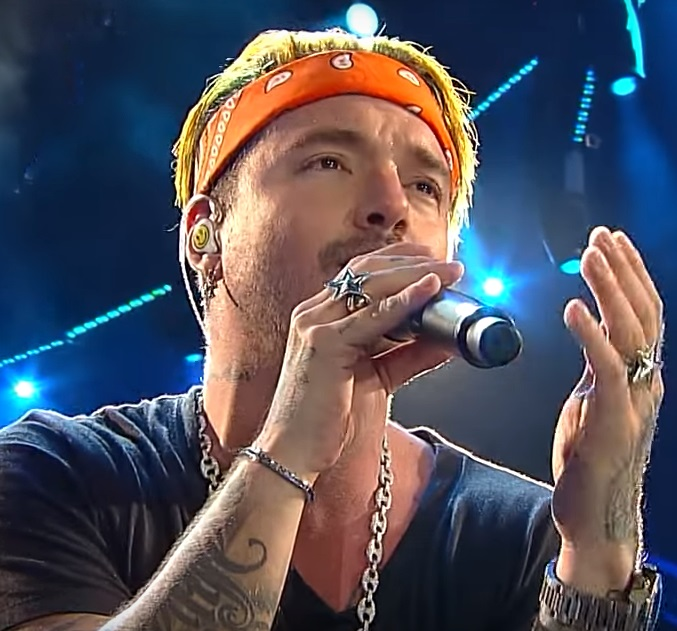
جی بالوین در حال اجرای «دلم برایت تنگ می‌شود» در شیلی در مارس ۲۰۱۷

در ۱۶ ژانویه ۲۰۱۶، جی بالوین تک‌آهنگ جدیدش را به نام «گینزا» از آلبوم بعدی خود، در جوایز یوونتود اجرا کرد. در آخر همان هفته، او موزیک ویدئو را در ویوو به نمایش گذاشت. این موزیک ویدئو رکورد بیشترین بازدید را برای یک موزیک ویدئوی لاتین در ۲۴ ساعت اول، با بیش از دو میلیون بازدید شکست. از آن به بعد، این ویدئو بیش از ۸۰۷ میلیون بازدید داشته‌است. این آهنگ در ۱۷ اکتبر ۲۰۱۵ رتبه شماره یک را در چارت آهنگ‌های داغ لاتین بیلبورد برای هفته به دست آورد. این آهنگ همچنین رکورد جهانی گینس را برای بیشترین ماندگاری در شماره یک چارت را ثبت کرد. جی بالوین به اولین هنرمند در زمینه لاتین از انجمن صنعت ضبط موسیقی ایالات متحده آمریکا تبدیل شد که گواهی‌نامهٔ الماس را دریافت می‌کند، و نمایانگر ۶۰۰٫۰۰۰ واحد فروش دیجیتال برای آهنگ‌های «۶ صبح» و «اینجا ما می‌رویم» بود. اندرو کاسیاس از رولینگ استون نوشت که "با بیت روان و دلپذیر، ["گینزا"] بهترین سه دقیقه در میان تاریخ رگاتون است."
در ۲۴ ژوئن ۲۰۱۶، جی بالوین سومین آلبوم استودیویی خود را به نام انرژی منتشر کرد. انرژی در رتبه اول چارت برترین آلبوم‌های لاتین بیلبورد قرار گرفت، و این اولین باری بود که او در صدر چارت قرار می‌گیرد. وی پس از آلبوم Los Duo ۲ از خوآن گابریل و Que Bendicion از باندا ام‌اس، رتبه سوم بهترین فروش‌ها را در میان هنرمندان لاتین در سال ۲۰۱۶ داشت. همچنین در رتبه ۳۸ در بیلبورد ۲۰۰ در تمامی سبک‌ها قرار گرفت. در این آلبوم ددی یانکی، خوانس، فارل ویلیامز و یاندل به عنوان خواننده مهمان حضور داشته‌اند. ۳ تک‌آهنگ این آلبوم به نام‌های «بوبو»، «سفاری» و «دلم برایت تنگ می‌شود» بسیار موفق بودند، که همگی در تاپ ۱۰ چارت‌های لاتین قرار گرفتند. «بوبو» یک هفته در صدر چارت آهنگ‌های داغ لاتین بیلبورد بود. ماریو پرونس از آل‌میوزیک در مورد آلبوم انرژی گفت که «آلبومی که تقریباً یک سال قبل از انتشار آن می‌دانست که به یک موفقیت بین‌المللی دست خواهد یافت» و دلیل آن موفقیت «گینزا» بود. رولینگ استون این آلبوم را در جایگاه چهارم فهرست ۱۰ آلبوم برتر لاتین مجله‌اش قرار داد.
در ترویج آلبوم، جی بالوین تور انرژی را آغاز کرد، و در طول سفرش چند مهمان ویژه از جمله فرنچ مونتانا، زیان و لنوکس، بد بانی و استیو آئوکی داشت، که آخری برای سورپرایز طرفداران در ایستگاه آخر تور در میامی ظاهر شد. در همان سال، جی بالوین در آهنگ «وقتی بزرگ شدی» از آلخاندرو سانز موسیقی‌دان اسپانیایی و آهنگ «نامش عشق است» از سوفیا کارسون به عنوان خواننده مهمان حضور داشته‌است. وی مشارکت خود را با ساوندکلاود و بیوکنن ویسکی در پروژه‌ای به نام اس نوئسترو مومنتو آغاز کرد، در آنجا طرفداران می‌توانند به آوازهای خام و منتشر نشده قدیمی جی بالوین دسترسی پیدا کنند و ریمیکس‌های شخصی خود را از آهنگ‌های او بسازند. بیوکنن ویسکی همچنین به مناسبت ماه میراثی هیسپانیک به عنوان اسپانسر تور انرژی فعالیت کرد.

### ۲۰۱۸–۲۰۱۷: موفقیت بین‌المللی: «آدمای من» و ارتعاشات
در تاریخ ۳۰ ژوئن ۲۰۱۷، جی بالوین تک‌آهنگ جدیدش را به نام «آدمای من» به همراه ویلی ویلیام و به همراه موزیک ویدئوی رسمی آن منتشر کرد. در ۱ اوت ۲۰۱۷، «آدمای من» رتبه شماره یک را در ۵۰ آهنگ برتر در چارت جهانی اسپاتیفای به دست آورد. و خیلی زود در یوتیوب به ۱ میلیارد بازدید رسید. در سپتامبر ۲۰۱۷، ریمیکس آهنگ با حضور خواننده آمریکایی بیانسه منتشر شد. این ریمیکس در ایالات متحده به شماره سه رسید، و اولین حضور بالوین در ۱۰ تک‌آهنگ برتر ایالات متحده آمریکا بود. جی بالوین و ویلی ویلیام شش ریمیکس دیگر از «آدمای من» را با استیو آئوکی، آلسو، سدریک جرویز، دیلان فرانسیس، سانری جیمز و رایان مارسیانو و هنری فونگ منتشر کردند. با وجود موفقیت این آهنگ، «آدمای من» در هیچ جایزه ای در جوایز گرمی لاتین ۲۰۱۷ نبرد، و بیشتر جوایز به آهنگ «دسپاسیتو» از لوییس فانسی اهدا شد. در این مراسم، او «آدمای من» و همچنین «Si Tu Novio Te Deja Sola» را به همراه بد بانی و ریمیکس آهنگ «فراموش نشدنی» با حضور خودش را به همراه فرنچ مونتانا اجرا کرد.

کاور آلبوم جی بالوین، ارتعاشات.

در ۱۹ ژانویه ۲۰۱۸، جی بالوین تک‌آهنگ جدیدش را به نام «ماچیکا» به همراه جئون و آنیتا و به همراه موزیک ویدئوی رسمی آن منتشر کرد. همکاری او با نیکی جم به نام «ایکس» در تاریخ ۱ مارس ۲۰۱۸ منتشر شد و در کمتر از یک ماه موزیک ویدئوی آن در یوتیوب ۲۸۸ میلیون بازدید خورد. نیکی جم اظهار داشت که دلیل موفقیت «ایکس» را همکاری جی بالوین می‌داند. او همچنین در آلبوم تعرض به حریم خصوصی از کاردی بی حضور داشت، و در آهنگ «خوشم میاد» به همراه بد بانی با کاردی بی همکاری کرد. این به اولین تک‌آهنگ شماره یک بالوین در بیلبورد هات ۱۰۰ آمریکا تبدیل شد.
جی بالوین آلبوم ارتعاشات را در تاریخ ۲۵ مه ۲۰۱۸ منتشر کرد. دو تک‌آهنگ نخست آلبوم «ماچیکا» و «حالا» بودند. در تاریخ ۲۳ آوریل ۲۰۱۸، جی بالوین تاریخ تور ارتعاشات را اعلام کرد و گفت که در ۲۷ شهر اجرا خواهد داشت. ارتعاشات رکورد بیشترین استریم را در میان آلبوم‌های لاتین در ۲۴ ساعت در پلتفرم‌های پخش موسیقی را در ۲۰۱۸ به دست آورد. در ایالات متحده، در تاریخ ۹ ژوئن ۲۰۱۸ در رتبه اول چارت برترین آلبوم‌های لاتین قرار گرفت. مطابق نظر نیلسن میوزیک، این آلبوم ۲۲٫۰۰۰ واحد معادل آلبوم فروش داشته و پس از انرژی به دومین آلبوم شماره یک بالوین در چارت تبدیل شد. علاوه بر آن، ارتعاشات بیشترین پخش در هفته برای آلبوم لاتین توسط یک خواننده را به دست آورد؛ که آهنگ‌های آن ۱۶٫۱ میلیون استریم داشته‌اند. پس از آن، رتبه شماره ۱۵ را در بیلبورد ۲۰۰ ایالات متحده به دست آورد و بالاترین جایگاه آلبوم در چارت شد.
در یک مصاحبه با ابرو داردن برای بیتز ۱ رادیو در اپل میوزیک در آوریل ۲۰۱۸، بالوین سبک آلبوم را ۳۳٪ دنس‌هال، ۳۳٪ آراندبی و ۳۳٪ رگاتون توصیف کرد. بالوین در ادامه توضیح داد که عشق زیادی به کارهای آلبوم داده شده و دارای ارتعاشات مختلف است، بنابراین نام ارتعاشات، «معنای واقعی این آلبوم و آنچه در موسیقی اسپانیایی اتفاق افتاده که بسیار جهانی شده‌است، واقعیت این آلبوم این است که بیت‌ها آنقدر شگفت‌انگیز است که شما نیازی نیست حرف‌های ما را درک کنید، فقط باید آهنگ‌ها را دوست داشته باشید.»

### ۲۰۱۹–تاکنون: اوآسیس و رنگ‌ها
در ۲۷ ژوئن ۲۰۱۹، جی بالوین آلبوم جدیدش را به همراه بد بانی به نام اوآسیس منتشر کرد. این آلبوم یک شبه منتشر شد و به عنوان یک «سورپرایز» قلمداد شد. این دو ابتدا در یک کنسرت جی بالوین در پورتوریکو، وقتی که بد بانی برای انتشار آهنگ در ساوندکلاود کار می‌کرد، با هم آشنا شدند و پس از آن در سال ۲۰۱۷ در آهنگ «Si Tu Novio Te Deja Sola» با هم همکاری کردند. شیمی بین این دو آنقدر قوی بود که به فکر انتشار آلبوم مشترک افتادند. اوآسیس رتبه ۹ را در بیلبورد ۲۰۰ به دست آورد، و در صدر چارت آلبوم‌های لاتین بیلبورد ایالات متحده قرار گرفت. این آلبوم نامزد بهترین آلبوم راک لاتین، اربن یا آلترناتیو در جوایز گرمی ۲۰۲۰ شد و یکی از بهترین آلبوم‌های لاتین رولینگ استون در سال ۲۰۱۹ نامیده شد.
در اوت ۲۰۱۹، جی بالوین و بد بانی کنسرت اوفوریا لاتینو میکس زنده را برای جمع‌آوری پول برای قربانیان تیراندازی در دیتون، اوهایو و ال پاسو، تگزاس راه‌اندازی کردند. این مجموعه کنسرت شامل دو اجرا در تگزاس، که یکی در دالاس و دیگری در هیوستون بود و در افتتاحیهٔ آنان افرادی همچون ویسین و یاندل، ریک، سچ، اوسونا، ناتی ناتاشا، پدرو کاپو، سباستیان یاترا و تیتو ال بامبینو حضور داشتند. همکاری جی بالوین با خواننده اسپانیایی رزالیا به نام «کان آلتورا» برنده بهترین آهنگ اربن در جوایز گرمی لاتین ۲۰۱۹ شد. این آهنگ با بازخورد مثبت منتقدین روبرو شد و بیلبورد آن را در رتبه پنجم فهرست ۱۰۰ آهنگ برتر سال ۲۰۱۹ قرار داد. جی بالوین اجرا کنندهٔ مهمان در نمایش بین دو نیمه سوپر بول با خوانندگی جنیفر لوپز و شکیرا بود. او همچنین در سپتامبر ۲۰۱۹ در تک‌آهنگ «خیلی داغ است» با میجر لیزر و خواننده دمبوی دومینیکن ال آلفا همکاری کرد.
در نوامبر ۲۰۱۹، جی بالوین موزیک ویدئوی تک‌آهنگ «سفید» را منتشر کرد، که «آینده‌گرا، محیطی کاملاً سفید پر از رقصنده‌های خواب‌آور و پرواز گربه‌ها» معرفی شد. در ۲۰ مارس ۲۰۲۰، جی بالوین آلبوم رنگ‌ها را منتشر کرد، که هر آهنگ آن به نام یک رنگ به جز آهنگ «Arcoíris» (واژه اسپانیایی رنگین‌کمان) نامگذاری شده‌است. این آلبوم دارای تأثیراتی از دنس‌هال، آراندبی و الکترونیکا است، و خواننده افروبیتز نیجریایی مستر ایزی به عنوان خواننده مهمان در آهنگ «رنگین‌کمان» حضور داشت. سوزی اکسپوستیو از رولینگ استون این آلبوم را «نمایش غیرطبیعی پالت صوتی بالوین» خواند. آثار هنری این آلبوم توسط هنرمند ژاپنی تاکاشی موراکامی طراحی شده‌اند. بالوین با موراکامی برای آثار هنری موزیک ویدئوها و آلبوم و تک‌آهنگ‌ها، به ویژه گل‌های مخصوص موراکامی، و همچنین با برند پوشاک آمریکایی گس در یک کپسول کالکشن که از آلبوم او الهام گرفته شده بود، همکاری کرد.

## زندگی شخصی

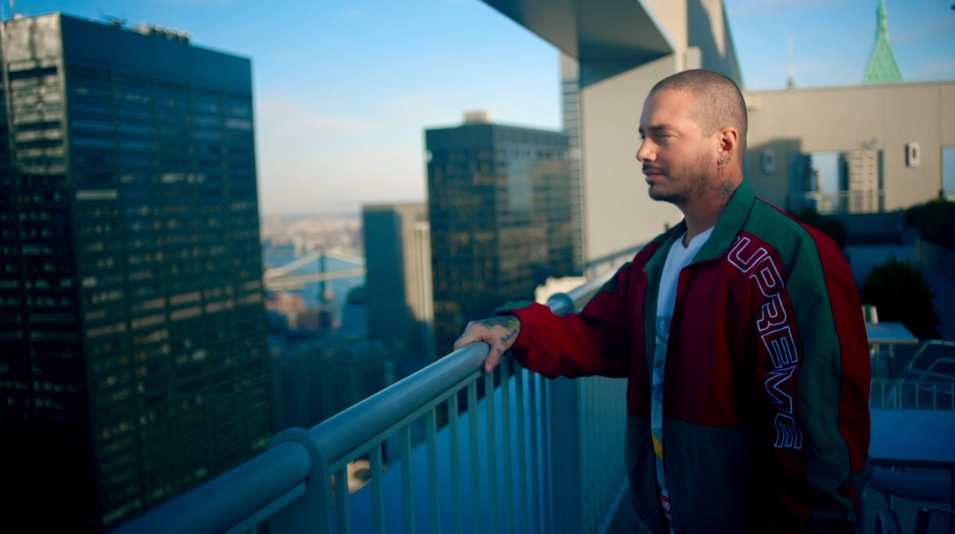
جی بالوین در سال ۲۰۱۸.

جی بالوین در مورد بحران اقتصادی ونزوئلا و وضعیت مرز کشور با کلمبیا اعتراض کرد، جایی که هزاران کلمبیایی به اجبار از کشور اخراج شده‌اند. او این وضعیت را «اسفناک» نامید و کمپین #LatinosSomosFamilia (ما لاتینوها یک خانواده هستیم) را در رسانه‌های اجتماعی ایجاد کرد، و طرفداران را به امضای دادخواست در حمایت از اخراجی‌ها تشویق کرد. دادخواست خیلی زود توسط دیگر هنرمندان معروف لاتین از جمله خواننده کلمبیایی مالوما امضا شد. کمپین جی بالوین کمی پس از لغو اجرایش در ملکه زیبایی ایالات متحده آمریکا ۲۰۱۵ در اعتراض به دونالد ترامپ آغاز شد.
او حامی حقوق ال‌جی‌بی‌تی است، و توضیح می‌دهد که «همه چیز در مورد عشق است. بسیاری از نزدیک‌ترین دوستان من همجنس‌گرا هستند» و موهای خود را برای حمایت از رژه ۲۰۱۹ به رنگ‌های رنگین‌کمان درآورد.
در اوت ۲۰۱۶، خواننده هنگام ترک باهاما دچار سانحه هوایی شد. هنگام بازگشت از تعطیلات به همراه خانواده‌اش، هواپیما در پرواز ناموفق بود و کمی پس از جدا شدن از باند سقوط کرد. او پس از نشستن در بوته‌ها، عکسی از این هواپیمای کوچک شخصی در اینستاگرام منتشر کرد. در این سانحه کسی آسیبی ندید، و جی بالوین آن را «یک معجزه» نامید.
جی بالوین وحشت‌زدگی را تجربه کرده‌است و اظهار دارد که «مدیتیشن زندگی [او] را نجات داد». وقتی که اضطراب او در بدترین حالت بود، او به خاطر آورد که «من خوشبختی خود را فراموش کردم. من خوزه (نام کوچک جی بالوین) را فراموش کردم.» او برای تتوهایش معروف است و اولین تتوی خود را در دوازده سالگی انجام داد. مادرش از بیماری نادر ژنتیکی پورفیری متناوب حاد رنج می‌برد که باعث تشنج، درد مزمن و مشکلات روحی و روانی می‌شود. وی به احترامش کلمه «فامیلیا» را بر روی سینه خود تتو کرده‌است.
برخلاف بسیاری از خوانندگان محبوب رگاتون که پس از محبوبیت به ایالات متحده مهاجرت کردند، جی بالوین همچنان در زادگاه خود مدئین زندگی می‌کند و توضیح می‌دهد، «این مرا واقعی حفظ می‌کند. من هر جا که می‌روم می‌خواهم واقعی باشم، اما من با مردمم هستم، من به ریشه‌هایم متصل هستم - من در کشورم هستم! من نیازی به زندگی در جایی دیگر ندارم. من به کسانی که این کار را می‌کنند و خانه خود را ترک می‌کنند احترام می‌گذارم، اما من در کلمبیا خوب هستم.». او ادعا کرد که یک خانه در نیویورک دارد، اما بیشتر در مدئین زندگی می‌کند.
در سال ۲۰۲۰، مشخص شد که جی بالوین به کووید-۱۹ مبتلا شده‌است، اما پس از آن بهبود یافت.

## تأثیر

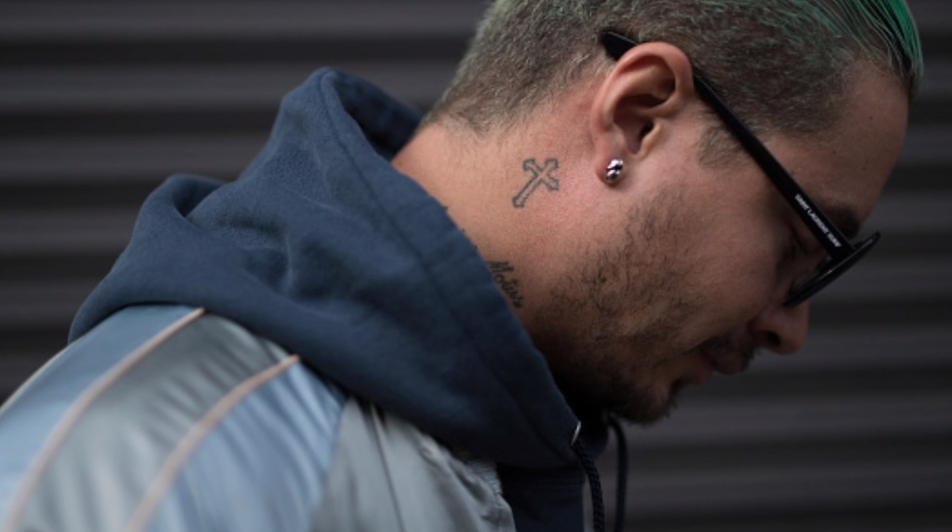
جی بالوین در سال ۲۰۱۸

موفقیت جهانی جی بالوین با آهنگ‌های اسپانیایی زبان خود توسط منتقدان موسیقی مورد تحسین قرار گرفته‌است. طبق گفتهٔ فدراسیون بین‌المللی صنعت فونوگرافی (آی‌اف‌پی‌آی) «او پیشگام انفجار موسیقی لاتین بر روی صحنه جهانی بود». بیلبورد او را به عنوان «بزرگ‌ترین خواننده موفقی که موسیقی لاتین طی سال‌های زیاد دیده‌است» توصیف کرد. نیکول آسودو از ان‌بی‌سی نیوز گفت که با اینکه خوانندگان لاتین نظیر ریکی مارتین، انریکه ایگلسیاس و شکیرا با روی آوردن به انتشار آلبوم‌های انگلیسی زبان به موفقیت دست یافتند، «بالوین در حال بازسازی راه هنرمندان موسیقی لاتین برای ورود به صحنه موسیقی آمریکا است» با تهیه آهنگ‌هایی کاملاً به زبان اسپانیایی. بدین ترتیب، آگوست براون از لس آنجلس تایمز اظهار داشت که «ایده‌های بالوین مثل احساس آینده‌ای اجتناب ناپذیر است» و جزئی از موج جدیدی از چندین هنرمند لاتین است که نمایندگان «آینده پاپ لاتین و جهان هستند که زبان کمتر مانع از دعوت آنها است».
مشارکت جی بالوین در صحنه رگاتون معروف است، سبکی که قبلاً در درجه اول با هنرمندان پورتوریکو و پاناما سروکار داشت. او از رگاتون به عنوان وسیله‌ای برای «نمایش ایده‌ها، هویت‌ها» و سایر پیام‌های اجتماعی استفاده می‌کند، و به گفته جان کارامانیکا روزنامه‌نگار آمریکایی «شاید مشهورترین ستاره این سبک» باشد. الیاس لایت از رولینگ استون او را در کنار کارول جی و اوسونا به عنوان «هیت‌سازان جهانی» با آهنگ‌های رگاتون و ترپ قرار داده‌است. وقتی خوآن اسکوتیا از وگ مکزیکی به مرور کردن حرفه و موفقیت بالوین پرداخت، نوشت که رگاتون بخشی از نظریه سایمون رینولدز در مورد جهانی کردن موسیقی است، و گفت: «هیچ چیز در عصر اینترنت خارجی نیست». ایوان لمبرگ، رئیس یوام‌پی‌جی اظهار داشت: «من جی بالوین را یکی از بزرگ‌ترین ترانه‌سراها و هنرمندان معاصر جهانی در هر گونه سبک می‌دانم».
در یک دیدگاه کلی، سوفیا روچر از رکوردهای جهانی گینس اظهار داشت که جی بالوین «رهبر انقلاب رگاتون نسل دوم است که موسیقی اربن را به اوج موسیقی لاتین در جهان برمی‌گرداند». یونیویزیون او را «محبوب‌ترین و تأثیرگذارترین هنرمند بین‌المللی موسیقی لاتین» نامید. او اولین لاتینویی بود که سرتیتر رویدادهای موسیقی جهان نظیر کواچلا، تومارولند و لولاپلوزا می‌شد. ایمان امرانی از گاردین احساس می‌کرد که بالوین «اکنون مسلماً بزرگ‌ترین صادرات فرهنگی کلمبیا است» و وی را به عنوان نمونه ای در مورد اینکه «چگونه پذیرفتن عرق ملی می‌تواند نیرویی برای کالای فرهنگی باشد» توصیف کرد.

## جوایز و دست‌آوردها

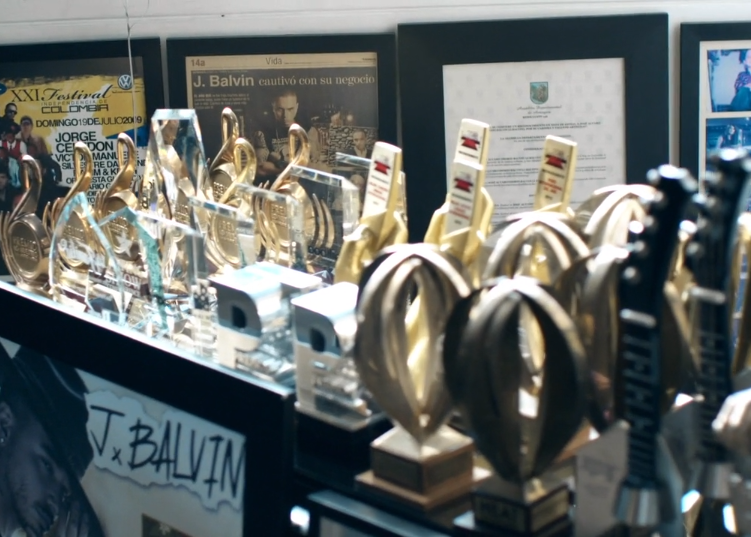
جوایز جی بالوین، عکسبرداری شده در سال ۲۰۱۸.

جی بالوین جایزه‌ها و دست‌آوردهای بسیاری را برنده شده‌است. او اولین دریافت کنندهٔ جایزه نماد جهانی از جوایز لو نوئسترو شد، که به پاس قدردانی از او جهت همکاری در گسترش موسیقی لاتین در جهان بود، و دریافت کنندهٔ نخستین جایزهٔ آهنگ معاصر سال در جوایز بی‌ام‌آی لاتین با آهنگ «اینجا ما می‌رویم» بود. علاوه بر آن، وی در سال ۲۰۲۰ با بیشترین نامزدی در یک سال در گرمی لاتین با ۱۳ نامزدی، موفق به دریافت رکورد جهانی گینس شد. تک‌آهنگ او «گینزا» نیز برای بیشترین ماندگاری یک تک‌آهنگ در شماره ۱ چارت آهنگ‌های داغ لاتین بیلبورد توسط آنها شناخته شده‌است. جی بالوین دومین هنرمند با بیشترین شماره یک در لاتین ریتم ایرپلی بیلبورد است، و اولین هنرمند، ددی یانکی از سال ۲۰۱۹ است.
موزیک ویدئوهای او میلیاردها بازدید خورده‌است، و دارای رکورد ۱۰۰ میلیون بازدید متوالی در ویوو است با موزیک ویدئوهای «آرام»، «۶ صبح»، «اینجا ما می‌رویم» و «گینزا»، که پربیننده‌ترین موزیک ویدئوی اسپانیایی در تاریخ بود. «اینجا ما می‌رویم» اولین آهنگ رگاتون شد که بیشتر از یک میلیارد بازدید در یوتیوب داشته‌است. علاوه بر آن، ویوو بالوین را "پربیننده‌ترین هنرمند لاتین در سال ۲۰۱۵" نامید، و در سال ۲۰۱۹ «پربیننده‌ترین هنرمند یوتیوب جهانی» شد. بالوین چندین رکورد پخش آنلاین را دارد. «آدمای من» اولین آهنگ اسپانیایی زبان است که به شماره یک تاپ ۵۰ چارت جهانی اسپاتیفای می‌رسد، او با سبقت گرفتن از رکورد قبلی دریک، به پرشنونده‌ترین هنرمند در اسپاتیفای در سال ۲۰۱۸ تبدیل شد. او از آوریل ۲۰۲۰ در تاپ ۵ باقی مانده‌است. با آلبوم رنگ‌ها رکورد جدیدی را به نام خود ثبت کرد و همه آهنگ‌هایش در تاپ ۱۰ اسپاتیفای قرار گرفت. علاوه بر آن، او به اولین هنرمند لاتین تبدیل شد که در اپل میوزیک به یک میلیارد استریم دست یافته‌است. از دیگر دست‌آوردهای او فروش ۳۵ میلیون از تک‌آهنگ‌هایش در جهان، و ۲۵ میلیارد استریم در سال ۲۰۲۰ است.

## ترانه‌شناسی
آلبوم‌های استودیویی
- خانواده (۲۰۱۳)
- انرژی (۲۰۱۶)
- ارتعاشات (۲۰۱۸)
- اوآسیس (به همراه بد بانی، ۲۰۱۹)
- رنگ‌ها (۲۰۲۰)

## تورها

### خوانندهٔ اول
- تور خانواده به همراه بکی جی (۲۰۱۵)
- تور انرژی (۲۰۱۶–۲۰۱۸)
- تور ارتعاشات (۲۰۱۸)
- تور رنگین‌کمان (۲۰۱۹)

### پشتیبانی
- تور جهانی خورشید در می‌آید (۲۰۱۱)
- تور هوس و عشق (۲۰۱۴)